# Rio Sumpul
O rio Sumpul é um rio localizado no noroeste de El Salvador e sudoeste de Honduras. O rio flui através do departamento de Chalatenango. Tem um comprimento de 77 km e serve de fronteira entre ambos os países.